# Herr Tiger wird wild
Herr Tiger wird wild (engl. Originaltitel: Mr. Tiger Goes Wild)
ist ein Bilderbuch des US-amerikanischen Kinderbuchautors und -illustrators Peter Brown, das 2013 bei Little, Brown Books for Young Readers erschienen ist. Die deutsche Übersetzung von Uwe-Michael Gutzschhahn wurde 2014 bei Kinder- und Jugendbuch Verlag cbj veröffentlicht.
Herr Tiger wird wild wurde von Amazon und Publishers Weekly zum besten Kinderbilderbuch 2013 gewählt und stand auf der New York Times Bestsellerliste. 2014 wurde das Buch für einen Weltrekordversuch zum Vokabellernen verwendet.
Das Buch handelt vom Ausbruch aus der alltäglichen Routine, von der individuellen Entfaltung und der Befreiung von gesellschaftlichen Konventionen. Es zeigt, wie mutige Ideen eines Einzelnen zum Umdenken der Mitmenschen führen können.

## Inhalt
Herr Tiger ist unzufrieden, da die Bewohner der Stadt, in der er lebt, sehr zivilisiert sind und sich stets angepasst verhalten. Er langweilt sich, möchte frei sein, Spaß haben und beschließt, wild zu werden. Zunächst fängt er an, wieder auf allen Vieren zu laufen und tobt mit den Kindern aus der Stadt herum. Seine Mitbürger reagieren verblüfft und bewundern Herrn Tiger für seinen Mut. Dann aber geht er aus ihrer Sicht zu weit: Er legt seinen Zylinder, die Fliege und den Anzug ab und bringt sein getigertes Fell zum Vorschein. Daraufhin wird er von den Stadtbewohnern gebeten, sein wildes Treiben in der Wildnis fortzusetzen. Herr Tiger macht sich umgehend auf den Weg dorthin und lebt sein Wildsein aus. Im Laufe der Zeit vermisst er jedoch seine Freunde und die Stadt. Er beschließt zurückzukehren. In der Stadt stellt er fest, dass sich die Bewohner der Stadt seit seinem Aufbruch in die Wildnis verändert haben. Alle verhalten sich etwas wilder und freier, wodurch sie auch unbeschwerter sind. Endlich hat Herr Tiger das Gefühl, er selbst sein zu können.

## Rezensionen
- Lass den Tiger aus dir raus. NZZ am Sonntag vom 24. August 2014. S. 72.[5]
- Christian Staas: Die gestreifte Revolution des Herrn Tiger. Die Zeit vom 9. Oktober 2014.
- Kristi Elle Jemtegaard: Wild thing: ‘Mr. Tiger Goes Wild,’ by Peter Brown. Washington Post vom 3. Dezember 2013[6]